# Constitución de Mónaco
La Constitución de Mónaco fue aprobada en 1911 y sufrió una profunda reforma aprobada el 17 de diciembre de 1962, bajo el principado de Raniero III de Mónaco. Establece la regulación de las tres ramas del gobierno, incluyendo diversos cargos administrativos y cierto número de consejos, que comparten el poder legislativo y consultivo con el Príncipe de Mónaco.
La Constitución también define la línea sucesoria al trono monegasco, sección que fue modificada el 2 de abril de 2002.

## Poder ejecutivo
El Príncipe retiene la mayor parte del poder ejecutivo, pero el jefe de gobierno es el Ministro de Estado de Mónaco, que preside un Consejo de Gobierno formado por seis miembros, que a su vez asesora al príncipe y es responsable de hacer cumplir las leyes.
Los asuntos internos del principado son gestionados por un Consejo Comunal, formado por quince miembros electos y presidido por el Alcalde de Mónaco.

## Poder legislativo
De conformidad con lo dispuesto tras la reforma de 1962, el Príncipe comparte su poder con el Consejo Nacional de Mónaco, un parlamento unicameral que conforma el cuerpo legislativo del Principado. Aunque es independiente del Príncipe y puede adoptar decisiones contrarias a sus deseos, constitucionalmente se requiere la firma del Príncipe para sancionar las leyes.

## Poder judicial
La independencia de los jueces está garantizada por la Constitución. La Corte Suprema de Mónaco, compuesta por cinco miembros principales y dos jueces asistentes, es la más alta instancia judicial del Principado, así como la encargada de interpretar la Constitución si fuera necesario. Sus miembros son nombrados por el Príncipe a partir de los candidatos propuestos por el Consejo Nacional.